# 黑鰭凹牙豆娘魚
黑鰭凹牙豆娘魚，又稱黑鰭寬刻齒雀鯛，為輻鰭魚綱鱸形目隆頭魚亞目雀鯛科的其中一種，分布於太平洋東加海域，深度2-8公尺，本魚體呈卵圓形而側扁，頭背部、體前部和背鰭基部鱗片顏色淺灰綠色，鱗片邊緣暗色，腹側和後部漸變為綠色或粉白色，尾鰭以及背鰭和臀鰭的鰭條部分是黑色，胸鰭有透明膜和微暗的射線，胸鰭基部或腋部無黑點，腹鰭白色，齒單列，齒端扁平而具缺刻，尾鰭分叉，背鰭硬棘7-8枚；軟條11-13枚；臀鰭硬棘2枚；軟條11-13枚，體長10.2公分，棲息在礁石區，具領域性，繁殖期時成對出現，以浮游生物為食，生活習性不明。